# Nikolaus Poda von Neuhaus
Nikolaus Poda von Neuhaus (Viena, 4 de octubre de 1723 - id. † 29 de abril de 1798) fue un entomólogo austríaco nacido en Viena y confesor del emperador Leopoldo II.
Cursó estudios en la «Akademische Gymnasium» y después en la Universidad de Viena desde 1739. Ingresó en la Compañía de Jesús el 22 de noviembre de 1740. Estudió matemáticas y teología desde 1742 hasta 1753 en Leoben, Klagenfurt, Judenburg y Viena.
Tras haber entrado en la Orden Tercera en Judenburg en 1754, comenzó a enseñar en 1755 en Klagenfurt y Linz. Dos años después se incorpora a la Universidad de la Compañía en Graz hasta 1765, donde creó una colección de historia natural de la que se ha perdido una colección de minerales y otra de insectos. De 1766 a 1771 fue profesor en la Academia de Minería de Banská Štiavnica en Hungría.
En 1761 publicó el libro Insecta Musei Graecensis, el primer trabajo entomológico en seguir la nomenclatura binomial de Carlos Linneo.
Se trasladó a Viena después de que el papa Clemente XIV ordenara la disolución de la Compañía de Jesús en 1773. Desde ese momento ya no publica bajo su nombre sino bajo el seudónimo de «Physiophilus». Junto con Ignaz von Born (1742-1791) escribió Monachologia, en 1783, una sátira escrita como una obra de historia natural.
- Datos: Q78675
- Especies: Nikolaus Poda von Neuhaus